# Obert (Nebraska)
Obert je selo u američkoj saveznoj državi Nebraska. Prema popisu stanovništva iz 2010. u njemu je živjelo 23 stanovnika.